# غاري باركر
غاري باركر (بالإنجليزية: Garry Parker)‏ (7 سبتمبر 1965 بأكسفورد في المملكة المتحدة - ) هو لاعب كرة قدم بريطاني في مركز الوسط. شارك مع منتخب إنجلترا تحت 21 سنة لكرة القدم ومنتخب إنجلترا لكرة القدم الرديف. أما مع النوادي، فقد لعب مع أستون فيلا وليستر سيتي ونادي لوتون تاون ونوتينغهام فورست وهال سيتي.

## وصلات خارجية
- غاري باركر على موقع قاعدة بيانات كرة القدم.إي يو (الإنجليزية)
- غاري باركر على موقع Soccerbase.com (لاعب) (الإنجليزية)
- غاري باركر على موقع عالم كرة القدم.نت (الإنجليزية)